# Подковогубые
Подковогубые (лат. Hipposideridae) — семейство млекопитающих подотряда летучих мышей. Представители семейства распространены от Африки и Мадагаскара через южную Азию до Японии, Филиппин, Новой Гвинеи, северной Австралии. Старейший вымерший род известен из среднего эоцена Европы.
Семейство содержит 10 современных родов и более 80 видов, главным образом в распространенном роде Hipposideros. Кроме того, несколько родов вымерших. Ранее рассматривалось как подсемейство Hipposiderinae, семейства подковоносых (Rhinolophidae), а теперь классифицируются как собственное семейство. Hipposidendae отличаются от Rhinolophidae формой носового листа, структурой ступней, отсутствием нижних малых премоляров и структурой плечевого и тазобедренного пояса.
Благодаря уникальному и сложном лицу, представителей семейства трудно спутать с представителями других семейств. Уши, как правило, большие, без козелка, глаза сравнительно невелики. Хвост средней длины, у некоторых видов, но малый или рудиментарный у других. Длина тела 28—110 мм. Зубная формула: i 1/ 2 , c 1/ 1 , pm 1-2/2 m 3/3) • 2 = 28 или 30.
В отличие от многих летучих мышей, которые испускают импульсы с открытым ртом при эхолокации, Hipposideridae держат рот закрытым во время полёта; ультразвуковые импульсы же выбрасываются через ноздри сложным носовым аппаратом.
Большинство видов — пещерные жители, но некоторые виды ночуют на деревьях. Все они насекомоядные, при этом некоторые виды очень специализированные на некоторых насекомых благодаря своей сложной эхолокации и очень маневренном полёте. Например, Cloeotis percivali питается в основном маленькой взрослой молью круглый год, независимо от относительного изобилия или сезонности этих насекомых. Этот вид использует звуки крайне высоких частот более 200 кГц, но, как и большинство Hipposideridae, импульсы имеют низкую интенсивность (громкость). Hipposideros gigas висит довольно высоко на деревьях и использует эхолокацию для обнаружения крупных (до 60 миллиметров в длину) и прямо летающих жуков на расстоянии до 20 метров, он делает короткие и точные рейсы перехвата, длящиеся в среднем 5,1 секунды.

## Классификация
- Anthops
  - Цветкомордый листонос (Anthops ornatus)[1]
- Трезубценосы (Asellia)
  - Эфиопский трезубценос (Asellia patrizii)
  - Обыкновенный трезубценос (Asellia tridens)
- Трезубценосы Тейта (Aselliscus)
  - Южноазиатский трезубценос (Aselliscus stoliczkanus)
  - Молуккский трезубценос (Aselliscus tricuspidatus)
- Cloeotis
  - Африканский трезубценос (Cloeotis percivali)
- Целопсы (Coelops)
  - Бесхвостый листонос (Coelops frithii)
  - Волосатый листонос (Coelops hirsutus)
  - Листонос Робинсона (Coelops robinsoni)
- Подковогубы (Hipposideros)
  - Абнский листонос (Hipposideros abae)
  - Гималайский листонос (Hipposideros armiger)
  - Сумеречный листонос (Hipposideros ater)
  - Карликовый листонос (Hipposideros beatus)
  - Двухцветный листонос (Hipposideros bicolor)
  - Ментавайский листонос (Hipposideros breviceps)
  - Каффрский листонос (Hipposideros caffer)
  - Шпороносный листонос (Hipposideros calcaratus)
  - Камерунский листонос (Hipposideros camerunensis)
  - Коричневый листонос (Hipposideros cervinus)
  - Малый листонос (Hipposideros cineraceus)
  - Листонос коммерсона (Hipposideros commersoni)
  - Венценосный листонос (Hipposideros coronatus)
  - Телефоминский листонос (Hipposideros corynophyllus)
  - Подковогуб Кокса (Hipposideros coxi)
  - Тиморский листонос (Hipposideros crumeniferus)
  - Короткохвостый подковогуб (Hipposideros curtus)
  - Ганский листонос (Hipposideros cyclops)
  - Hipposideros demissus
  - Диадемовый подковогуб (Hipposideros diadema)
  - Ужаснолицый листонос (Hipposideros dinops)
  - Листонос Дориа (Hipposideros doriae)
  - Hipposideros durgadasi
  - Даякский листонос (Hipposideros dyacorum)
  - Hipposideros edwardshilli
  - Тёмный подковогуб (Hipposideros fuliginosus)
  - Бурый подковогуб (Hipposideros fulvus)
  - Хохлатый листонос (Hipposideros galeritus)
  - Hipposideros gigas
  - Hipposideros grandis
  - Hipposideros griffini
  - Таиландский листонос (Hipposideros halophyllus)
  - Hipposideros hypophyllus
  - Сулавесский листонос (Hipposideros inexpectatus)
  - Hipposideros inornatus
  - Листонос Джонса (Hipposideros jonesi)
  - Листонос Ламотта (Hipposideros lamottei)
  - Цейлонский листонос (Hipposideros lankadiva)
  - Обыкновенный листонос (Hipposideros larvatus)
  - Листонос Лекагула (Hipposideros lekaguli)
  - Щитомордый листонос (Hipposideros lylei)
  - Церамский листонос (Hipposideros macrobullatus)
  - Hipposideros madurae
  - Листонос Мэгги (Hipposideros maggietaylorae)
  - Листонос Эллена (Hipposideros marisae)
  - Эфиопский листонос (Hipposideros megalotis)
  - Новогвинейский листонос (Hipposideros muscinus)
  - Малайзийский листонос (Hipposideros nequam)
  - Минданаоский листонос (Hipposideros obscurus)
  - Папуанский листонос (Hipposideros papua)
  - Hipposideros pelingensis
  - Большеухий листонос (Hipposideros pomona)
  - Листонос Пратта (Hipposideros pratti)
  - Подковогуб-пигмей (Hipposideros pygmaeus)
  - Листонос Ридлея (Hipposideros ridleyi)
  - Hipposideros rotalis
  - Красный листонос (Hipposideros ruber)
  - Hipposideros scutinares
  - Листонос Семона (Hipposideros semoni)
  - Hipposideros sorenseni
  - Индийский листонос (Hipposideros speoris)
  - Узкоухий листонос (Hipposideros stenotis)
  - Hipposideros sumbae
  - Hipposideros thomensis
  - Рюкюйский листонос (Hipposideros turpis)
  - Hipposideros vittatus
  - Листонос Уолластона (Hipposideros wollastoni)
- Paracoelops
  - Воронкоухий листонос (Paracoelops megalotis)
- Rhinonicteris
  - Золотистый листонос (Rhinonicteris aurantia)
- Трилистоносы (Triaenops)
  - Мадагаскарский трилистонос (Triaenops furculus)
  - Персидский трилистонос (Triaenops persicus)